# Tillandsia 'Wolvi'
Tillandsia 'Wolvi' es un cultivar híbrido del género Tillandsia perteneciente a la familia Bromeliaceae.
Es un híbrido creado en el año 1982 con las especies Tillandsia brachycaulos × Tillandsia tricolor.